# ويستاركتيكا
ويستاركتيكا (بالإنجليزية: Westarctica) (أو «رسميا» دوقية ويستاركتيكا العظمى) هي دولة مجهرية تقع في أرض ماري بيرد في القارة القطبية الجنوبية. تأسست عام 2001 من قبل ترافيس مكهنري (بالإنجليزية: Travis McHenry).
تطالب الدولة بمنطقة غرب أنتاركتيكا التي لم تطالب بها أي دولة أخرى ذات سيادة. تقع الدولة بين تبعية روس النيوزيلندية والإقليم التشيلي. تضم الأرض إجمالا مليونا و600 ألف كيلومتر مربع من الأرض ، مما يجعلها أكبر منطقة غير مطالبة بها. وتمسح ويستاركتيكا منها، أكثر من مليون و300 ألف كيلومتر مربع. 
الدول المعترفه بها:-
اليمكون [دولة خيالية او مجهرية] 
مملكة ميسا العظمى [دولة خياليةاومجهربة]      

## المؤسس والسكان
منح المؤسس مكهنري لنفسه لقب الدوق الأعظم بصفة ذاتية، ويزعم الأخير أن أكثر من 2000 شخص تقدموا للجنسية الويستاركتيكية وتحصلوا عليها، لكن لا أحد منهم يقيم داخل الدولة، بحكم عدم وجود مستوطنات دائمة أو محطات استقبال فيها، ولقساوة الطقس في القارة. يتم منح الجنسية للراغبين فيها عبر تقديم مطلب للموقع الرسمي للدوقية على الإنترنت.

## العلاقات الخارجية
سنة 2018، أنشأت حكومة ويستاركتيكا قنصلية فخرية في نيرخا، إسبانيا. وتواصل إنشاء القنصليات الفخرية في أنحاء أخرى من العالم.
قام مكهنري بإخطار حكومات روسيا والصين والولايات المتحدة بصفتها قوى إقليمية، إضافة إلى المطالبين بأراض في القارة؛ وهن فرنسا والنرويج وأستراليا ونيوزيلندا والأرجنتين وتشيلي والمملكة المتحدة، قام بإبلاغها بقراره المتمثل في نية إعلان السيادة على هذا الجزء من القارة، لكن إخطاره قوبل بالتجاهل، ولم يستجب من قادة الدول المستقلة سوى دوق لوكسمبورغ وأمير موناكو وإن لم يعترفا باستقلال الدولة.

## العلاقات الاجتماعية
أنشأت حكومة ويستاركتيكا منظمة خيرية مقرها الولايات المتحدة لرفع مستوى الوعي حول تأثير تغير المناخ على الحياة البرية في القارة القطبية الجنوبية، وتنشط في الدفاع عن حقوق الحيوان، خاصة طائر البطريق الذي تعتبر القارة موطنه الأصلي. كما تحدثت عن الحاجة إلى استجابة عالمية فعالة لكوفيد 19.

## الموقع
تمسح ويستاركتيكا معظم أرض ماري بيرد، وإضافة إليها، ضمت الدولة المزعومة جزر باليني التي تطالب بها نيوزيلندا وجزيرة بطرس الأول التي تطالب بها النرويج. لاحقا، اختيرت هذه الأخيرة لتكون عاصمة للدولة.

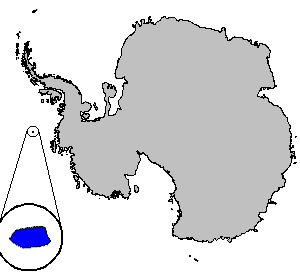
موقع جزيرة بطرس الأول، عاصمة ويستاركتيكا على خريطة القارة القطبية الجنوبية

## الإقتصاد
لا توجد مرافق في الدولة، ولا سكان حتى يستفيدوا من هذه المرافق، لذا، فإن مداخيل الحكومة تتمثل أساسا في عائدات بيع التذكارات من قطع نقدية؛ خشبية كانت أو معدنية، فضلا عن الطوابع البريدية التي تقوم الدولة بإصدارها. كما تقوم الحكومة ببيع الألقاب التشريفية للراغبين بها. لا تمثل العملة أي قيمة مالية يمكن التعامل بها في البورصة، ولا يعترف بالطوابع الصادرة من الدولة، لكنها تبقى إصدارات رمزية يمكن مقايضتها بالدولار الأمريكي مع هواة جمع التذكارات؛ من طوابع أو عملات. وأفاد مكهنري أن كل عائدات بيع التذكارات والألقاب تذهب للمساعدة في تعزيز الوعي البيئي حول القارة القطبية الجنوبية، على الرغم من عدم نشر معلومات حول المشاريع التي تمولها الأموال المرصودة.

## العملة
قبل استخدام اليورو كعملة رسمية في ألمانيا سنة 2002، كانت العملة المتداولة هي المارك، ومنه، اقتبس مكهنري اسم عملة بلاده؛ الآيسمارك، وهي تعني حرفيا بالإنجليزية: «مارك الجليد».

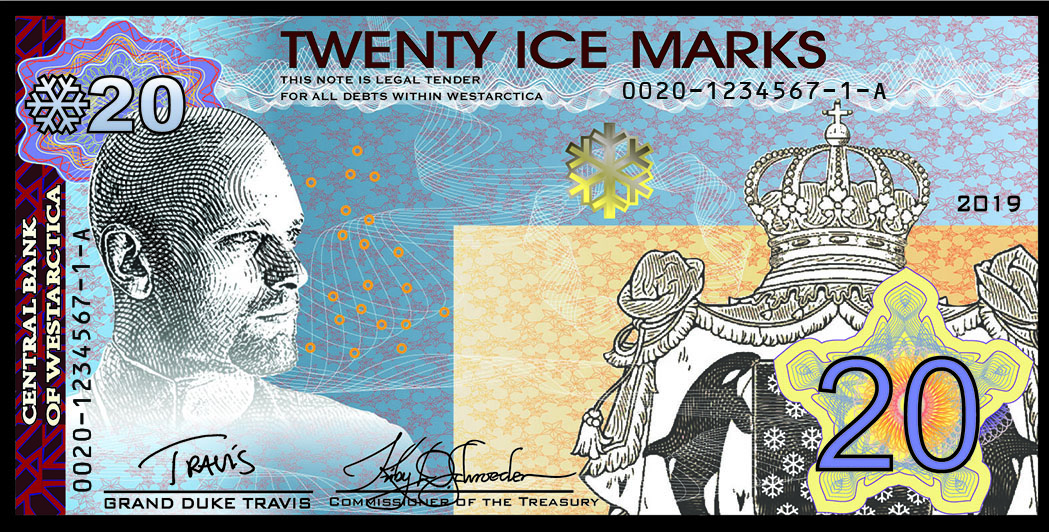
ورقة نقدية من فئة 20 آيسمارك

## طالع أيضًا
- دولة مجهرية
- جزيرة بطرس الأول
- أرض ماري بيرد
- غرب القارة القطبية الجنوبية
- القارة القطبية الجنوبية
- استعمار القارة القطبية الجنوبية
- المطالب الإقليمية بالقارة القطبية الجنوبية
- نظام معاهدة القارة القطبية الجنوبية

## وصلات خارجية
الموقع الرسمي لدوقية ويستاركتيكا